# Actinocheita potentillifolia
Actinocheita potentillifolia är en sumakväxtart som först beskrevs av Porphir Kiril Nicolai Stepanowitsch Turczaninow, och fick sitt nu gällande namn av Arthur Allman Bullock. Actinocheita potentillifolia ingår i släktet Actinocheita och familjen sumakväxter. Inga underarter finns listade i Catalogue of Life.